# Живко Карабиберовић
Живко Карабиберовић (Београд, 1830 — Београд, 1. април 1893) био је српски трговац, банкар и политичар. Обављао је дужност Председника Београдске општине и Председника Народне Скупштине Кнежевине Србије.

## Каријера у трговини, банкарству и политици

### Каријера трговца и банкара
Након што је Живко Карабиберовић у Немачкој завршио политичко – економске науке вратио се у Београд да преузме трговачке послове које је водио његов отац Цветко. Године 1850. Живко Карабиберовић се наводи међу члановима Еснафа болтаџијског (трговачког) у Београду. 1861. године се и даље налази на списку чланова тог удружења. 1860. је постао потпредседник Одбора трговачког, а 1866. члан трговачко – занатлијског одбора. Године 1869. био је председник Грађанске касине.
Живко Карабиберовић се 1868. године помиње као банкар који је за потребе државе вршио уплате у иностранству. Док је обављао ову дужност, ступио је у контакт са појединим страним банкама, међу којима је била и Франко – Мађарска банка у Будимпешти. У садејству са том банком је 1869. године основао Прву српску банку у Београду. Половину оснивачког капитала је унела Франко-Мађарска банка, а половину београдски трговци. Управу банке чинили су директори из иностранства, јер Србија није имала стручњаке. Банка је финансирала градњу железничке пруге за Ријеку, калдрму у Панчеву, као и шпекулације на Бечкој и Пештанској берзи. Финансијска криза и берзански крах у Бечу довели су до краха и Прву српску банку. Карабиберовић је био на челу ове банке све до њеног краха 1875. године.

### Председник Београдске општине
Живко Карабиберовић се помиње као члан комисије Управе вароши Београда, која је 1859. вршила избор локације за пристаниште српско – француских пароброда. Двадесет година касније изабран је на чело Београдске општине. Био је у два мандата председник Београдске општине: од октобра 1879. до авгута 1884. и од септембра 1887. до децембра 1889.
За време његовог градоначелничког мандата у Београду је обезбеђена кућа за Женску школу и за ватограсну касарну, затим су обезбеђени плацеви за водовод и Ново гробље. Ново гробље је уређено. Израђени су планови за водовод, канализацију и јавно осветљење. У Карабиберовићевој ери је кренула градња Главне железничке станице, железничког моста преко Саве и прве српске пруге од Београда ка Нишу.

### Посланик и председник Народне скупштине
Као успешан трговац и банкар изабран је за председника Народне скупштине Кнежевине Србије. Председавао је Светоандрејском скупштином (1858-1859). Потом је председавао 1859. на Малогоспојинској скупштини. Као посланик учествовао је 1861. на Пеображенској скупштини. Био је међу народним посланицима Великогоспојинске скупштине 1864. и 1868. године.
Био је осам пута изабран на функцију председника Народне скупштине Књажевине Србије. Председавао је септембра-октобра 1867. на Михољској скупштини у Београду, јуна 1868. на Великој народној скупштини у Топчидеру, јуна 1869. на Великој уставотворној скупштини у Крагујевцу, септембра-октобра 1870. на Народној скупштини у Крагујевцу и још три пута током редовних сазива (1871, 1872 и 1873).
Јуна 1869. године, када је у Крагујевцу донесен Устав Србије, у раду ове скупштине, Карабиберовићу су помагали потпредседник Скупштине Тодор Туцаковић и секретари Јован Бошковић и Коста Грудић.
Живко Карабиберовић био је истакнут члан Либералне странке.

## Афере
Током своје каријере, Живко Карабиберовић био је „оптужен за војне лиферације“ у Тобџијском заводу у Крагујевцу, чији је управник био његов рођак Јован Белимарковић. Ова афера везана је за “Сењски мајдан”, већ добро разрађени државни рудник угља, којег су почели да експлоатишу и да угаљ продају државној тополивници у Крагујевцу. Белимарковић и Карабиберовић су наводно оштетили државу за "преко милион гроша чаршијских". Карабиберовић, као штићеник Обреновића, није завршио на суду.
Поред ове афере, постојале су и оптужбе око “државне исплате на страни" настале око набавке шињела и цокула за 60.000 војника.

## Парни млин у Београду
Парни млин у Београду, у Булевару војводе Мишића, поред данашње зграде БИГЗ-а, био је у власништву породице Карабиберовић до краја 19. века када је продат Антону Блажеку са Чукарице. Млин је дуго очувао назив Карабиберовићев млин.. 
Ово је био први парни млин у Србији, подигнут 1850. године, у власништву кнеза Александра Карађорђевића. Зато је био познат као „Књажевска рољна воденица“. Имао је савремени млински уређај на ваљке (ролне) покретане парним погоном. Ту су сељаци млели жито и кукуруз.
Првобитно имање се састојало од парне воденице од тврдог материјала с потребном машинеријом, магацина, зидане куће и штале, с плацем и виноградом. Лицитација је одржана 7. октобра 1868. Процена свих зграда са покретношћу која им је припадала била је на 3.000 дуката цесарских. Имање су купили Живко Карабиберовић и Јосиф Штајнлехнер, грађевински предузимач који је до тада и држао ово имање под закуп. Откупна цена била је 4.071 дукат.

## Породица
Живко је био син Цветка Карабиберовића, а унук Живка Карабибера, родоначелника ове фамилије. Био је братанац чувене Баба – Дуде (Ђурђије). Отац Цветко Карабиберовић се помиње у попису београдских домаћина из 1840. године. Деда Живко Карабибер био је угледни Србин из Липљана којег су убили Турци 1809. године.
Живко Карабиберовић је становао у кући у Београду коју је наследио од оца Цветка. Кућа се налазила на углу улица Вука Караџића и Спасићеве.
Живков син Цветко је дошао до чина коњичког мајора, син Жарко је завршио технику у Минхену, док је син Димитрије био чиновник у Министарству финансија. Ћерка Зорка се удала за ђенерала Милоша Васића.